# Nouhak Phoumsavanh
Nouhak Phoumsavanh auch Phoumsavan (* 9. April 1910 in Ban Phaluka, Provinz Mukdahan, Thailand (damals Siam); † 9. September 2008 in Vientiane) war ein langjähriger kommunistischer Politiker in Laos. Lange Zeit galt er als Nummer zwei in der Laotischen Revolutionären Volkspartei (LRVP). Er war von 1989 bis 1992 Präsident des Obersten Volksrats und von 1992 bis 1998 Staatspräsident.
Nouhak Phoumsavan wurde in einem kleinen Ort auf der thailändischen Seite des Grenzflusses Mekong geboren. Er war teilweise vietnamesischer Abstammung und heiratete auch eine Vietnamesin. Er schloss sich 1945 der Widerstandsbewegung gegen die französische Kolonialherrschaft in Laos an. 1955 gehörte er zu den Gründungsmitgliedern der Laotischen Volkspartei (später LRVP). In ihr galt er lange Zeit als Nummer zwei hinter dem Generalsekretär Kaysone Phomvihane. 1958 wurde er in die Nationalversammlung gewählt, nach der Machtübernahme der Rechten und dem Ausbruch des Laotischen Bürgerkriegs 1959 jedoch inhaftiert. Nach einem Jahr konnte er, gemeinsam mit dem „roten Prinzen“ Souphanouvong fliehen. 
Nach der Machtübernahme der Kommunisten 1975 wurde er stellvertretender Ministerpräsident und Finanzminister. 1989 wurde er Präsident der Obersten Volksversammlung (damaliger Name des Parlaments). Er stand dem Ausschuss vor, der die neue Verfassung Laos ausarbeitete, die 1991 in Kraft trat. Nach dem Tod des langjährigen Führers Kaysone Phomvihane wurde Nouhak 1992 Staatspräsident von Laos. Mit 87 Jahren war er eines der ältesten Staatsoberhäupter der Welt, als er 1998 zurücktrat. Auf dem 6. Parteitag der LRVP 1996 und erneut auf dem 7. Parteitag 2001 wurde er zum Ratgeber des Exekutivausschusses des Zentralkomitees der Partei gewählt. Nach seinem Tod wurde eine fünftägige Staatstrauer angeordnet.